# Michel (Schiff, 1939)
Die Michel, benannt nach dem Hamburger Michel, war ein im Zweiten Weltkrieg unter der Bezeichnung Schiff 28 für den Einsatz bei der Kriegsmarine vereinnahmtes ehemals polnisches Frachtschiff. Bei der britischen Royal Navy war die Michel als Raider H bekannt.

## Geschichte
Das Schiff war 1939 von der polnischen Gdynia America Line bei der Danziger Werft als Frachter in Auftrag gegeben worden und sollte den Namen Bielsko tragen. Bei der deutschen Besetzung Polens fiel das noch unfertige Schiff in deutsche Hand. Vom Norddeutschen Lloyd noch 1939 unter dem Namen Bonn in Dienst gestellt, wurde es 1940 von der Kriegsmarine requiriert, um in Danzig auf der Schichau-Werft zum Lazarettschiff (Schiff 26) umgebaut zu werden. Schließlich wurde das Schiff jedoch zum Hilfskreuzer umgebaut und am 17. September 1941 als Handelsstörkreuzer 9 (HSK 9) in Dienst gestellt.

## Bewaffnung
Die Hauptbewaffnung des Schiffs bestand aus sechs 15-cm-Schnellfeuergeschützen, für die 1.800 Granaten mitgeführt wurden. Je zwei Geschütze waren (jeweils eines auf jeder Seite) im Bug, auf dem Vorderschiff und in den Heckaufbauten versteckt, konnten aber innerhalb von Sekunden enttarnt werden. Diese Anordnung hatte den Nachteil, dass eine Breitseite nur drei Geschütze umfasste. Außerdem verfügte das Schiff über sechs Torpedorohre, vier in Zwillingssätzen beidseitig im Vorschiff versteckt, die beiden anderen einzeln starr unterhalb der Wasserlinie. Es wurden 24 Torpedos mitgeführt. Weiterhin war das Schiff mit einer 10,5-cm-Flak 38 auf dem Achterdeck ausgestattet, für die 400 Schuss vorhanden waren. Auch verfügte es über vier 3,7-cm-Flugabwehrkanonen (8.000 Schuss) und vier 2-cm-Flugabwehrkanonen (8.000 Schuss). Die 15-cm-Geschütze sowie zwei der vier 3,7-cm-Flugabwehrkanonen und alle vier 2-cm-Flak wurden aus dem kurz zuvor zurückgekehrten und ausgemusterten Hilfskreuzer Widder übernommen. Lediglich die 10,5-cm-Flak und zwei der 3,7-cm-Flugabwehrkanonen waren neu.
Zur Aufklärung von feindlichen Schiffen, die eine mögliche Beute oder Gefahr darstellten, führte der Hilfskreuzer zwei Wasserflugzeuge des Typs Arado Ar 196 A-1 mit. Diese befanden sich im hinteren Laderaum und wurden mit einem Kran ausgesetzt und wieder eingeholt. Auch ein Schnellboot des Typs LS 4 befand sich an Bord. Dieses schnelle und wendige Beiboot, das mit einer 2-cm-Flak (400 Schuss, in Plexiglaskuppel) und zwei 45-cm-Torpedorohren im Bug bewaffnet war, war speziell für den Einsatz auf Hilfskreuzern entworfen worden und deshalb besonders leicht sowie selbst bei starkem Seegang einsetzbar. Es wurde wie die beiden Flugzeuge im hinteren Laderaum gelagert und war wie diese mit einem Kran ein- und ausladbar.

## Besatzung
Als erster Kommandant wurde 1940 Korvettenkapitän Hellmuth von Ruckteschell bestimmt, der bereits Kommandant der Widder gewesen war und somit große Erfahrung in der Handelskriegsführung mitbrachte. Von Ruckteschell wählte sowohl den Namen des Schiffs als auch die Besatzung der Michel persönlich aus, so dass diese einen Großteil der früheren Offiziere und Mannschaften der Widder umfasste.
Bevor die Besatzung im Dezember 1940 auf das Schiff kam, wurde sie in speziellen Trainingskursen auf das Leben an Bord vorbereitet. Während die meisten die üblichen Marinekurse besuchten, wurden einige Besatzungsmitglieder in besondere Kurse geschickt, in denen sie Malen, Zeichnen, Bildhauerei, Theater, verschiedene Instrumente und sogar Puppenspielen lernten. Dies geschah auf Befehl von Ruckteschells, der die Auswirkungen einer langen Reise auf die Besatzung kannte und für Abwechslung sorgen wollte. Auch der Leiter einer Musikschule wurde verpflichtet, der Chorleiter und Leiter des Schiffsorchesters sein sollte.

## Name
Als Schiff 28 Anfang 1941 in Dienst gestellt werden sollte, fragte Erich Raeder bei Kapitän von Ruckteschell an, welchen Namen er dem Schiff geben wolle, da es üblich war, dass der Kommandant dem Hilfskreuzer einen Namen gab. Dieser antwortete, dass er dem Schiff den Namen Michel geben wolle.
Es gibt mehrere Theorien, wie von Ruckteschell auf diesen Namen kam. Eine ist, dass sich Michel auf den Deutschen Michel bezogen habe. Einer anderen Theorie nach soll sich der Name auf den Erzengel Michael bezogen haben, der als Schutzheiliger der Deutschen gegen den Teufel kämpft.
Obwohl der Name bei der Besatzung sehr beliebt war, stieß er in offiziellen Kreisen in Berlin auf wenig Gegenliebe, da weder der häufig karikierte Deutsche Michel noch der christliche Erzengel als passende Namensgeber erschienen.
Daher riet Raeder von Ruckteschell, einen anderen Namen zu wählen, und schlug selbst Götz von Berlichingen vor. Von Ruckteschell lehnte den Namen jedoch ab und verwies auf Berlichingens bekannten Satz: „Er aber, sag’s ihm, er kann mich im Arsche lecken!“.
Angesichts der sturen Haltung von Ruckteschells gab Raeder schließlich nach und taufte das Schiff am 7. September 1941 persönlich auf den Namen Michel.

## Einsatz

### Erste Fahrt
Am 9. März 1942 verließ die Michel Kiel, verholte zuerst nach Cuxhaven und dann nach Vlissingen.
Von dort aus sollte sie als Sperrbrecher 26 getarnt den Ärmelkanal durchqueren, um in La Rochelle letzte Vorbereitungen für ihre eigentliche Mission zu treffen.
Am Abend des 13. März, also nur 300 Stunden nach dem erfolgreichen Kanaldurchbruch der Schlachtschiffe Scharnhorst und Gneisenau, lief die Michel alias Sperrbrecher 26 in Begleitung von neun Minenräumbooten sowie den Torpedobooten Iltis, Jaguar, Seeadler, Falke und Kondor aus Vlissingen aus.
Schon nach wenigen Stunden wurde der Konvoi von mehreren Motortorpedobooten angegriffen, die jedoch mit Hilfe der leichten Flugabwehrkanonen und der Begleitboote ausgeschaltet werden konnten. Wenig später wurde der Verband von neun Motortorpedobooten und fünf Zerstörern attackiert, die nur mit Hilfe naher Küstenbatterien und der enttarnten Hauptgeschütze der Michel abgewehrt werden konnten. Dies hatte jedoch zur Folge, dass die Royal Navy jetzt von der Existenz eines weiteren Hilfskreuzers Kenntnis hatte.
Nur geringfügig beschädigt und mit nur einem gefallenen Offizier erreichte der Konvoi am 14. März Le Havre und am folgenden Tag Saint-Malo, wo Treibstoff und Munition nachgefüllt wurden. Am 17. März erreichte die Michel La Rochelle, wo sie am 20. März ablegte, um im Zentralatlantik Handelskrieg zu führen. Später sollte sie mit dem weiter südlich operierenden Hilfskreuzer Thor in den Indischen Ozean vorstoßen.
Am 5. April wurde der Äquator überquert, und elf Tage später, am 16. April, traf man mit dem Tanker Charlotte Schliemann zusammen, um die Treibstoffvorräte aufzufüllen. Um nicht entdeckt zu werden, tarnte sich die Michel von nun an als norwegischer Frachter.
Am 19. April wurde das erste feindliche Handelsschiff gesichtet. Es handelte sich um den britischen Tanker Patella der Anglo-Saxon Petroleum Co., der mit 10.000 t Öl auf dem Weg von Trinidad nach Südafrika war. Nach einem Warnschuss und dem Hissen der Reichskriegsflagge erhöhte der Tanker jedoch seine Geschwindigkeit und sendete RRR, das Notsignal bei einem Angriff durch einen Hilfskreuzer (Raider). Nach weiteren Schüssen, die unter anderem die Brücke und den Funkraum zerstörten, ergab sich die Besatzung; das Schiff wurde mit Sprengladungen versenkt. Die Michel nahm 60 Überlebende auf.
Drei Tage später, am 22. April, wurde ein weiterer Tanker gesichtet, und von Ruckteschell beschloss, das mitgeführte Schnellboot Esau zum Einsatz zu bringen. Die Michel folgte dem Schiff ungesehen bis in die Nacht hinein und bestimmte Geschwindigkeit und Kurs. In der Nacht wurde die Esau zu Wasser gelassen. Diese fuhr in einem großen Bogen ungesehen um das feindliche Schiff herum und wartete im Schutz der Dunkelheit auf den Tanker. Im Morgengrauen schoss die Esau zwei Torpedos auf den Tanker ab, der in einem Feuerball explodierte. Die herannahende Michel konnte 13 Überlebende retten, die das Schiff als 8.684 BRT große Connecticut der US-amerikanischen Texas Company identifizierten, die ebenfalls nach Südafrika unterwegs gewesen war.
Am Morgen des 1. Mai wurde die 10.307 BRT große Menelaus der britischen Blue Funnel Line südlich von St. Helena gesichtet. Die Michel gab sich als britisches Patrouillenboot aus und forderte den Passagierdampfer zum Anhalten auf. Der Kapitän der Menelaus weigerte sich jedoch und forderte von der Michel, den Erkennungscode zu senden. Da dies nicht möglich war, befahl von Ruckteschell, das Feuer zu eröffnen und die Esau zu Wasser zu lassen. Die Menelaus begann daraufhin, Notsignale auf allen Frequenzen zu senden und sich mit Höchstgeschwindigkeit von der Michel zu entfernen, so dass sie bald außer Reichweite war. Da sie auch den Torpedos der Esau auswich, ließ von Ruckteschell mit Blick auf die bald eintreffenden feindlichen Kriegsschiffe abdrehen. Dies war das einzige Mal während des Zweiten Weltkriegs, dass ein von einem Hilfskreuzer angegriffenes Schiff entkommen konnte.
Nach diesem Misserfolg ließ von Ruckteschell die Michel Kurs nach Süden in das vormals von der in den Indischen Ozean ausgewichenen Thor überwachte Gebiet setzen, um sich erneut mit dem Tanker Charlotte Schliemann zu treffen. Das Rendezvous fand am 8. Mai statt. Die Michel erhielt neuen Treibstoff und gab die Gefangenen an die Charlotte Schliemann ab.
Am 20. Mai wurde auf der Route Montevideo–Kapstadt ein weiterer Frachter entdeckt. Es handelte sich um den 4.245 BRT großen norwegischen Frachter Kattegat, der im Ballast auf dem Weg nach La Plata war. Da mit den ersten Salven Brücke, Maschinenraum und Funkraum zerstört worden waren, konnte der Frachter weder entkommen noch ein Notsignal funken. Es gab keine Verletzten, und alle 20 Männer konnten auf die Michel übernommen werden, bevor die Kattegat mit Sprengladungen versenkt wurde.
Zwei Wochen später fing der Funker der Michel das Notsignal eines Liberty-Frachters ab, der weiter nördlich einen Maschinenschaden erlitten hatte. Obwohl man drei Tage entfernt war, entschied von Ruckteschell, Kurs auf den Frachter zu setzen, und entdeckte ihn am 5. Juni, als die Besatzung es gerade geschafft hatte, den Motorschaden zu beheben. Obwohl die Esau das Schiff torpedierte und beide Torpedos trafen, gelang es nicht, das Schiff zu versenken. Stattdessen sendete das jetzt als 7.176 BRT große George Clymer identifizierte Schiff einen Notruf ab und besetzte die Bordkanone. Da ein britischer Kreuzer angekündigt wurde, beschloss man auf der Michel, hinter dem Horizont abzuwarten. Der Kreuzer stellte sich als Alcantara heraus, die bereits gegen die Thor gekämpft hatte und dabei schwer beschädigt worden war. Diese nahm die Besatzung der sinkenden George Clymer auf und entfernte sich, bevor die Michel eingreifen konnte.
Am 11. Juni entdeckte der Ausguck den 5.187 BRT großen britischen Frachter Lylepark, der mit Flugzeugteilen auf dem Weg von Kapstadt nach New York war. Der Frachter wurde ohne Vorwarnung unter Beschuss genommen und nach kurzer Zeit versenkt. Die Michel nahm 22 der 27 Besatzungsmitglieder auf.
Am 21. Juni traf die Michel mit dem von der Atlantis erbeuteten Blockadebrecher Doggerbank zusammen, an den sie ihre 124 Gefangenen abgab. Zu den beiden Schiffen stieß am nächsten Tag noch der Tanker Charlotte Schliemann, von dem sie mit Treibstoff versorgt wurden. Nach dem Treffen lief die Michel nach Norden, um im Golf von Guinea nach weiteren Frachtern Ausschau zu halten, die diese Strecke fuhren, um deutschen U-Booten auszuweichen.
Am 15. Juli sichtete man vor der Küste Angolas einen großen Passagierdampfer. Es handelte sich um die 7.999 BRT große Gloucester Castle (Kapitän Herbert H. Rose) der Union-Castle Line. Das unbewaffnete und nicht eskortierte Schiff transportierte nichtmilitärische Fracht, Post und Passagiere von Birkenhead nach Kapstadt. In der Nacht näherte sich die Michel unter Verdunklung, um gegen 19:00 Uhr aus nächster Nähe das Feuer zu eröffnen. Das Schiff fing sofort Feuer und sank nach kurzer Zeit. Obwohl das Beiboot Esau zur Rettung der Schiffbrüchigen eingesetzt wurde, konnten nur 61 der 154 Passagiere und Besatzungsmitglieder gerettet werden. Unter den Toten waren auch sechs Frauen und zwei Kinder.
Weniger als 24 Stunden später wurden zwei weitere Schiffe entdeckt. Es handelte sich um zwei auf parallelem Kurs fahrende Tanker, und so entschloss sich von Ruckteschell, beide gleichzeitig bei Nacht anzugreifen. Der näher liegende Tanker, die 7.983 BRT große William F. Humphrey, die sich auf dem Weg von Kapstadt nach Trinidad befand, wurde von der Michel beschossen und mit drei Torpedos versenkt, während die weiter entfernte 7.984 BRT große Aramis von der Esau zwar torpediert, aber nur beschädigt wurde. Erst am Abend erreichte die Michel den fliehenden Tanker und versenkte ihn.
Am 9. August traf die Michel vor der brasilianischen Küste mit dem Hilfskreuzer Stier zusammen, und die Kapitäne beschlossen zunächst, künftig gemeinsam vorzugehen. Da von Ruckteschell jedoch die Taktik Horst Gerlachs, des Kapitäns der Stier, ablehnte, gingen Stier und Michel dann doch getrennte Wege.
Der 14. August bescherte der inzwischen wieder vor St. Helena patrouillierenden Michel schnelle Beute. Der 5.874 BRT große Brite Arabistan, im Ballast unterwegs von Kapstadt nach Trinidad, wurde zerstört. Das Schiff sank innerhalb weniger Minuten. Nur ein Besatzungsmitglied konnte gerettet werden.
Am 23. August traf die Michel ein letztes Mal mit der Charlotte Schliemann zusammen, um Treibstoff zu ergänzen, bevor sie um das Kap der Guten Hoffnung herum in den Indischen Ozean vorstieß. Hier wurde am 10. September das US-amerikanische Schiff American Leader versenkt. Es war 6.778 BRT groß und mit 2.000 t Gummi, 850 t Kokosnüssen und 20 t Opium an Bord auf dem Weg von Kapstadt nach Punta Arenas. Das Schiff wurde in der Nacht aus nächster Nähe versenkt. Von den 58 Besatzungsmitgliedern überlebten 47 und wurden von der Michel aufgenommen.
Als die Michel am 11. September wieder in den Atlantik zurückkehrte, um sich mit verschiedenen Versorgungsschiffen zu treffen, spürte sie das neue 7.241 BRT große Frachtschiff Empire Dawn auf, das sich ebenfalls auf dem Weg nach Trinidad befand. Obwohl es bereits gestellt war und die Mannschaft das Schiff verließ, ließ Kapitän von Ruckteschell weiter feuern und tötete die Hälfte der 44 Mann starken Besatzung. Dies war einer der Anklagepunkte, in deren Folge von Ruckteschell nach dem Krieg für schuldig befunden und zu einer zehnjährigen Haftstrafe verurteilt wurde.
Nachdem man am 21. September von dem Blockadebrecher Tannenfels versorgt worden war und die Gefangenen an diesen abgegeben hatte, kam es am 24. zu einem erneuten Treffen mit der Stier und der Uckermark. Danach nahm die Michel wieder Kurs auf den Indischen Ozean. Am 14. November traf die Michel mit dem Tanker Brake zusammen, von dem sie Treibstoff erhielt. Vier Tage später begegnete man dem Blockadebrecher Rhakotis, der auf dem Weg zurück nach Frankreich war und das Kriegstagebuch der Michel übernahm.
Der 29. November brachte der Michel ihre nächste Beute. Der 5.882 BRT große Frachter Sawokla, mit Jute auf dem Weg von Colombo nach Kapstadt unterwegs, wurde in der Nacht auf Gegenkurs entdeckt und sofort unter Beschuss genommen. Zwei Torpedotreffer der Esau ließen das Schiff schnell sinken. Von den 59 Seeleuten konnten 39 gerettet werden.
Am 8. Dezember wurde ein weiterer Frachter versenkt. Die Besatzung des griechischen Schiffs Eugenie Livanos (4.816 BRT) feierte gerade das Nikolausfest, als das Schiff von zwei Torpedos der Esau getroffen und versenkt wurde. 19 Matrosen verschiedener Nationalitäten wurden gerettet. Kurz darauf erhielt von Ruckteschell den Befehl, dass das Schiff in europäische Gewässer zurückkehren solle, um die Rückfahrt mit dem geplanten Ausbruch des Hilfskreuzers Coronel zu koordinieren. Am 26. Dezember erhielt von Ruckteschell die Nachricht, dass er das Eichenlaub zum Ritterkreuz des Eisernen Kreuzes verliehen bekommen habe.
Am 3. Januar erhielt die Michel Order, in den Atlantik zurückzukehren. Am selben Tag meldete der Ausguck ein Schiff, welches am Abend eingeholt und mit Hilfe von vier Torpedos, je zwei von Michel und Esau, versenkt wurde. 27 der 29 Seeleute konnten gerettet werden, die das Schiff als 7.040 BRT große Empire March identifizierten, die mit Eisen, Tee und Erdnüssen auf dem Weg von Durban nach Trinidad gewesen war. Sechs Tage später erreichte die Michel die Nachricht, dass sie nicht versuchen solle, die alliierte Blockade Europas zu brechen, sondern stattdessen nach Japan ausweichen solle. Im nächsten Monat durchfuhr die Michel den Indischen Ozean und erreichte am 10. Februar das japanisch kontrollierte Batavia und am 18. das ebenfalls japanisch besetzte Singapur, wo die Gefangenen an japanische Schiffe abgegeben wurden.
Am 2. März erreichte die Michel Kōbe. Hier wurde sie vom deutschen Marineattaché Admiral Paul Wenneker und von Kapitän zur See Günther Gumprich empfangen. Letzterer war Kommandant des Hilfskreuzers Thor gewesen, der kurz zuvor im Hafen von Yokohama explodiert war.

#### Ergebnis
Als die Michel am 2. März 1943 in Kōbe ankerte, endete eine Fahrt, die am 9. März 1942 in Kiel begonnen und 358 Tage gedauert hatte. Auf dieser Feindfahrt waren 14 feindliche Handelsschiffe mit insgesamt 99.386 BRT versenkt worden. Die Michel verlor auf der Fahrt kein Besatzungsmitglied.
Die Michel wurde in der Mitsubishi-Werft repariert und neu ausgerüstet. Kapitän Hellmuth von Ruckteschell, der schon auf See unter Migräne und Herzproblemen gelitten hatte, entschied sich am 23. März, das Kommando abzugeben. An seiner Stelle wurde Günther Gumprich neuer Kommandant der Michel.

### Zweite Fahrt
Nachdem die Michel in Kure wieder einsatzbereit gemacht worden war, ließ ihr neuer Kapitän am 1. Mai 1943 den Anker lichten, und die Michel setzte Kurs auf den Indischen Ozean, wo sie westlich von Perth kreuzte. Seit der Explosion der Thor war sie der letzte noch auf See befindliche Hilfskreuzer.
Am 14. Juni entdeckte eines der Aufklärungsflugzeuge ein Schiff westlich der Michel, dem diese folgte, um es am Abend einzuholen. Günther Gumprich, der Tagangriffe mit der Thor gewöhnt war, welche über bessere Geschütze und eine größere Breitseite verfügt hatte, missfiel die „Ruckteschellsche“ Taktik des überraschenden Nachtangriffs. Da die vorhandenen Mittel auf der Michel sehr begrenzt waren, stimmte er widerwillig zu, einen nächtlichen Überraschungsangriff zu starten. Das inzwischen als 7.715 BRT großer Norweger Höegh Silverdawn identifizierte Schiff, das mit Fleisch und militärischem Gerät auf dem Weg von Fremantle nach Basra unterwegs war, wurde wie gewohnt bei Nacht ohne Vorwarnung beschossen und mit zwei Torpedos versenkt. Die 47 Mann starke Besatzung konnte gerettet werden. Sechs der elf Passagiere verloren ihr Leben.

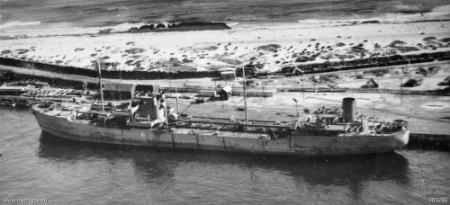
Der von der Michel versenkte Tanker Ferncastle

Das nächste Schiff wurde zwei Tage später am 17. Juni gesichtet. Es handelte sich um den 9.940 BRT großen norwegischen Tanker Ferncastle. Nachdem das Schiff den ganzen Tag über beschattet worden war, näherte man sich in der Nacht und ließ die Esau zu Wasser. Nachdem diese den Tanker mit ihren Torpedos getroffen hatte, glaubte der Kapitän der Ferncastle zuerst an einen U-Boot-Angriff und ließ die Geschütze bemannen, erkannte jedoch, als sich die Michel näherte, die Hoffnungslosigkeit der Lage und ließ die Besatzung das Schiff verlassen. Von den 37 Seeleuten der Ferncastle starben fünf bei dem Angriff. 13 wurden von der Michel gerettet, während weitere 19, unter ihnen der Kapitän, mit einem Rettungsboot entkamen und 30 Tage später die Küste Madagaskars erreichten. Da die Ferncastle einen Notruf hatte absetzen können und viele der Überlebenden entkommen waren, beschloss Gumprich, in den Pazifik auszuweichen, wo die Michel erfolglos vor der chilenischen Küste kreuzte. Erst am 1. August wurde wieder ein Schiff gesichtet, jedoch nicht angegriffen, da Gumprich vermutete, es handele sich um einen Hilfskreuzer.
Am 29. August meldete der Ausguck die Sichtung eines amerikanischen Kreuzers, der fälschlich als Schiff der Pensacola-Klasse identifiziert wurde, woraufhin Gumprich sofort nach Norden abdrehen ließ. In Wirklichkeit war es jedoch der Leichte Kreuzer Trenton, der zur Omaha-Klasse gehörte. Am 10. August wurde wieder ein Handelsschiff entdeckt. Der 9.977 BRT große Norweger India, auf dem Weg von Peru nach Sydney, wurde bis in die Nacht hinein verfolgt. Man näherte sich dem Tanker im Schutz der Dunkelheit und versenkte ihn. Da die erste Salve bereits die Öltanks in Brand schoss, verwandelte sich das Schiff bald in ein flammendes Inferno. Keiner der 41 Seeleute überlebte den Untergang.
Einen ungewöhnlichen Zusammenstoß mit feindlichen Schiffen hatte die Michel am 29. September. Mitten in der Nacht geriet die Michel in einen von Zerstörern eskortierten Konvoi in Richtung Hawaii. Obwohl nicht enttarnt, beschloss Gumprich, sich behutsam aus dem Konvoi zu lösen, was auch gelang.

## Untergang
Da es keine im Pazifik operierenden deutschen Versorger mehr gab, sah sich Grumprich gezwungen, zurück nach Japan zu laufen, um neuen Treibstoff zu laden. Auf dem Weg nach Yokohama wurde die Michel in der Nacht zum 17. Oktober vom US-amerikanischen U-Boot Tarpon entdeckt. Über Wasser fahrend, folgte die Tarpon der Michel und begab sich in Schussposition. Um 1:56 Uhr schoss sie vier Torpedos ab, von denen zwei die Michel trafen. Diese stoppte, fuhr dann jedoch weiter und lief direkt auf das U-Boot zu, welches jedoch abtauchte und hinter der Michel wieder auftauchte, um einen zweiten Fächer zu schießen. Ein Torpedo traf die Michel am Heck, löste eine große Explosion aus und ließ die Michel in wenigen Minuten untergehen (Lage). Von den 373 Männern und Offizieren an Bord starben 263. Unter ihnen war auch Kapitän Günther Gumprich.

## Versenkungen

### Erste Fahrt
|    | Name                | Typ             | Land                   | Datum              | Tonnage in BRT | Ladung/Passagiere                                                   | Lage                      |
| 1  | Patella             | Tanker          | Vereinigtes Königreich | 19. April 1942     | 7.469          | 9.911 t Öl                                                          | S 22 59 18,4 W 20 8 0,1   |
| 2  | Connecticut         | Tanker          | Vereinigte Staaten     | 22. April 1942     | 8.684          | Gasolin                                                             | (Lage)                    |
| 3  | Kattegat            | Frachter        | Norwegen               | 20. Mai 1942       | 4.245          | keine                                                               | (Lage)                    |
| 4  | George Clymer       | Frachter        | Vereinigte Staaten     | 6. Juni 1942       | 7.176          | 24 Flugzeuge u. a.                                                  | S 14 46 39,1 W 18 40 25,7 |
| 5  | Lylepark            | Frachter        | Vereinigtes Königreich | 11. Juni 1942      | 5.186          | militärische Nachschubgüter                                         | S 13 47 13,5 W 10 5 17,3  |
| 6  | Gloucester Castle   | Passagierschiff | Vereinigtes Königreich | 15. Juli 1942      | 8.006          | Fracht, Post und Passagiere                                         | S 10 7 17,9 W 5 6 30,5    |
| 7  | William F. Humphrey | Tanker          | Vereinigte Staaten     | 16. Juli 1942      | 7.893          | keine                                                               |                           |
| 8  | Aramis              | Tanker          | Norwegen               | 17. Juli 1942      | 7.984          | keine                                                               | (Lage)                    |
| 9  | Arabistan           | Frachter        | Vereinigtes Königreich | 14. August 1942    | 5.874          | keine                                                               | S 11 32 37,2 W 26 3 26,9  |
| 10 | American Leader     | Frachter        | Vereinigte Staaten     | 10. September 1942 | 6.778          | 850 t Kokosöl 400 t Kopra, 100 t Gewürze, 200 t Fett und 20 t Opium | S 34 14 55,0 O 1 50 45,3  |
| 11 | Empire Dawn         | Frachter        | Vereinigtes Königreich | 11. September 1942 | 7.241          | keine                                                               | S 7 5 25,8 O 3 33 47,0    |
| 12 | Sawokla             | Frachter        | Vereinigte Staaten     | 29. November 1942  | 5.882          | Jute, Rohleinen                                                     | S 27 54 29,3 O 53 57 39,1 |
| 13 | Eugenie Livanos     | Frachter        | Griechenland           | 8. Dezember 1942   | 4.861          | alkoholische Getränke                                               | S 27 18 15,8 O 53 26 44,7 |
| 14 | Empire March        | Frachter        | Vereinigtes Königreich | 2. Januar 1943     | 7.040          | Eisen, Tee, Jute und Erdnüsse                                       | S 34 52 47,4 W 15 14 22,4 |

Insgesamt: 14 Schiffe mit 99.368 BRT

### Zweite Fahrt
|   | Name             | Typ      | Land     | Datum              | Tonnage in BRT | Ladung                                                             | Position                  |
| 1 | Hoegh Silverdawn | Frachter | Norwegen | 15. Juni 1943      | 7.715          | Fleisch, militärische Ausrüstung und Fahrzeuge, Flugzeugtreibstoff | S 25 42 14,1 O 91 59 43,2 |
| 2 | Ferncastle       | Tanker   | Norwegen | 17. Juni 1943      | 9.940          | Benzin                                                             | S 24 51 24,4 O 96 53 20,9 |
| 3 | India            | Tanker   | Norwegen | 11. September 1943 | 9.977          | Öl                                                                 | S 19 58 38,5 W 115 26 3,1 |

Insgesamt: 3 Schiffe mit 27.632 BRT